# Campomanesia guaviroba
Campomanesia guaviroba là một loài thực vật có hoa trong Họ Đào kim nương. Loài này được (DC.) Kiaersk. mô tả khoa học đầu tiên năm 1893.